# Desert Punk
Desert Punk (砂ぼうず, Sunabōzu) é uma série mangá pós-apocalíptica escrita e ilustrada pelo autor japonês Usune Masatoshi, serializada na revista Comic Beam desde 1997. Até o momento, 13 volumes completos foram lançados no Japão.
O mangá foi adaptado em um anime de 24 episódios pela Gonzo, dirigido por Takayuki Inagaki, com character design de Takahiro Yoshimatsu e música de Kouhei Tanaka.

## História e Sinopse
Desert Punk é um anime baseado em um mundo destruído por causa de uma guerra em escala mundial. A civilização do ano 3000 (aproximadamente) que vivia na "Era das Trevas" chega ao fim com uma guerra nuclear que altera o mundo e transforma a maioria do planeta Terra em um imenso deserto. O protagonista, Kanta Mizuno (水野 灌太 Mizuno Kanta), conhecido como o "Rebelde do Deserto" ("Desert Punk" em inglês), vive no Deserto de Kanto, correspondente ao que antigamente era o Japão, como um mercenário a soldo. Sua fama se deve ao fato de sempre terminar seus trabalhos e usar distintas habilidades, em sua maioria um tanto caseiras, para derrotar os seus inimigos. Por causa disso, foi apelidado como "Demônio do Deserto".
Nos primeiros episódios, o protagonista é Kanta Mizuno, um hilário anti-herói baixinho, obcecado por mulheres com seios grandes, mas célebre por sempre completar a missão para a qual foi pago. Ao longo dos episódios, vai encontrar Kosuna, que se tornará sua aprendiz e, eventualmente, a segunda protagonista da série.
Durante a série Kanta é conhecido por sua extrovertida personalidade. Ele é o exemplo de uma sociedade brutal adaptada a tempos difíceis em que sobrevivem apenas as pessoas mais fortes e astutas. Em várias ocasiões, o protagonista é enganado por esse tipo de gente e isso, adicionado ao seu azar e sua atração por garotas charmosas, complicam demasiadamente suas aventuras.
Vivendo em um Deserto em que quase nada sobrou, ele se vê obrigado a cometer erros e a desconfiar de todos. Sendo que enquanto as pessoas passam fome e vivem sem lei, os membros do Governo que moram em cidades especiais tem uma vida luxuoso, usufruindo de muitos dos recursos descobertos durante a idade das trevas, que teria sido a época em que a Civilização haveria estado no ápice da tecnologia. O Governo também possui controle da água e é responsável pela segurança no deserto.
O Anime começa a se aprofundar a medida que, um dos mais ricos habitantes do Deserto começam a conspirar contra o governo formando uma nova sociedade, em que haveria igualdade entre as pessoas e todos seriam mais felizes, sem distinção entre os fortes e os fracos.O plano era recrutar voluntários e soldados mercenários e gerar robôs e armas poderosas para enfrentar o poderoso Governo. Desert Punk então é contratado por ele para iniciar a batalha.O plano no entanto começa a fracassar a medida que Desert Punk percebe que o verdadeiro objetivo do Plano é dominar o deserto e controlá-lo tirando o atual governo do poder. Nesta parte a série adota uma trama séria que vale a pena analisar a fundo. Destaque para a análise da sociedade atual e de outros aspectos como a bondade, a avareza e a vingança.

## Personagens

### Protagonistas
Desert Punk (砂ぼうず, Sunabōzu) (Desert Punk, nas versôes americana e brasileira)

Nome verdadeiro: Kanta Mizuno (水野 灌太, Mizuno Kanta)

O personagem título da série. Sunabōzu é um mercenário de 17 anos, obcecado por sexo e seios grandes, mas muito profissional, sempre completando suas tarefas custe o que custar. Muitas pessoas o consideram um ser desprezível, mas isto não afeta sua uma incrível capacidade de vencer mesmo quando as chances parecem mínimas. Sua lendária reputação de "sempre terminar o serviço" surgiu principalmente devido à grandiosa autopromoção que ele faz onde quer que vá, aumentada ainda por sua boa sorte incomum , jeito prático de fazer as coisas, pensamento rápido, e equipamento especializado. A arma que Sunabōzu usa é um Winchester 1897, que o pai deixou para ele como lembrança.
Sunabōzu encontra sua jovem aprendiz Kosuna pela primeira vez no episódio quatro, quando ela era então aprendiz de Shimmer Sniper, um franco-atirador que queria ganhar fama matando o "Grande Sunabōzu". Ele falha, e é derrotado por Sunabōzu, que então o abandona no deserto vestindo nada além de uma camiseta. Kosuna então deixa seu mestre e corre atrás de Sunabōzu. Nada mais se ouve dela até o episódio sete, quando ela aparentemente salva a vida de Kanta. Apesar de relutante no começo, ele acaba sendo convencido por Kosuna a aceita-la como aprendiz, mas só depois dela tê-lo mostrado a foto de uma bela mulher de seios grandes usando biquíni, quem Kosuna diz ser sua mãe (uma citação de Dragon Ball, com a mesma tática usada por Kurilin para convencer o mestre Kame a treiná-lo). Excitado, ele tem esperanças de que Kosuna cresça e fique como a mãe, e se torne totalmente devotada a ele graças à moldagem de sua personalidade que ele pretende fazer ao longo dos anos. Esta decisão é reprisada de maneira cômica ao longo da série, principalmente quando ele é confrontado com a inutilidade e falta de habilidade inicial de Kosuna, e tem de segurar sua raiva para não "danificar" sua futura escrava sexual. Ele tem uma queda por Junko Asagiri. Durante a série, ele pretendia fugir de Natsuko e dos robôs, mas acaba sendo pego e se junta ao exército de robôs mercenários.
Sunabōzu em kanji significa "Garoto da Areia".
Kosuna (小砂)

Nome verdadeiro:Taiko Koizumi (小泉 太湖, Koizumi Taiko)
 
A Aprendiz de Sunabōzu. Kozuna só é aceita como aprendiz por Sunabōzu depois de ter mostrado a ele a foto de uma mulher de seios grandes, quem ela diz ser sua mãe, com promessa ficar igual a ela em poucos anos. Ela é ainda jovem e não tem seios (Sunabōzu a provoca de maneira constante por conta disso, e por esta razão ela detesta mulheres de seios grandes). Aparentemente incapaz de completar qualquer tarefa sozinha ela se torna de maneira surpreendente uma boa assistente para Sunabōzu, e o admira de coração, apesar de sua personalidade pervertida. Depois que Sunabōzu é supostamente morto ela toma seu lugar e se torna a personagem principal da série. Durante a série, precisa lidar com um garoto que possui a síndrome do Hulk e também enfrentar Kanta que tinha se juntado aos robôs mercenários.
Kosuna tem 14 anos.

### Irmâos Kawaguchi
Amigos de infância de Desert Punk, do tempo em que o punk ainda roubava doces de um sofrido vendedor de rua. Quando há um trabalho a ser feito esses são definitivamente os caras a serem chamados. Espertinhos ao máximo, eles estão sempre tirando sarro de Desert Punk, embora no fundo respeitam ele. Frequentemente se encontraram no dilema se devem salvar ou acabar de vez com Desert Punk.
Seus nomes são baseados nos nomes das estações do ano em japonês: inverno, outono e primavera, respectivamente, enquanto que o de sua irmã, Natsuko, é baseado no verão.
Fuyuo Kawaguchi (川口 冬夫, Kawaguchi Fuyuo)

Fuyuo é o maior dos três, e é visto dando ordens ocasionalmente. Ele, juntamente com os irmãos Akio e Haruo, formam o Machine Gun Brothers, e todos são muito protetores de sua irmã Natsuko. A arma de Fuyuo é uma metralhadora Browning M2 calibre 50.
Akio Kawaguchi (川口 秋夫, Kawaguchi Akio)

Akio é o segundo mais velho e o mais espertinho. Akio usa uma M249 SAW.
Haruo Kawaguchi (川口 春夫, Kawaguchi Haruo)

O irmão mais novo. Haruo era um chorão na sua juventude, e ainda carrega essa característica. É amigo de Taiko. Sua arma é uma metralhadora M60.

### Outros
Junko Asagiri (朝霧 純子, Asagiri Junko)

Uma rival de Sunabōzu com seios enormes. Conhecida como a "Raposa do Deserto", esta bela mercenária encontrou Desert Punk pela primeira vez quando ela estava sendo perseguida por Mokoto Kawazu, um monstro morfador parecido com o Hulk. Junko é objeto de desejo de Desert, um fato do qual ela se aproveita de forma contínua para manipula-lo. No final da série ela se junta a Desert Punk nas batalhas do governo contra Kosuna e a rebelião antigovernamental.
Rain Spider (雨蜘蛛, Amagumo)

Um rival de Desert Punk que, em combate, está no mesmo nível que ele. Amagumo é conhecido como um temível cobrador de dívidas que não só recolhe o dinheiro, mas até mesmo a alma de sua vítima. Mesmo que ele tenha ganho sua reputação através táticas enérgicas, ele não tem vergonha de fugir quando está desvantagem. Apesar de parecer fugir várias vezes durante a rebelião, ele volta sempre para ajudar os rebeldes.
Natsuko Kawaguchi (川口 夏子, Kawaguchi Natsuko)

Irmã dos Machine Gun Brothers. Natsuko foi amiga de infância de Kanta e (segundo ele) uma bebê-chorona . Ela não manteve mais contato com Kanta e seus irmãos depois de ir embora para trabalhar para o Governo do Oasis, onde subiu para o posto de capitã. Ela é excelente no combate mano-a-mano e a atual ídolo de Kosuna.

## Elenco Japonês
- Sunabōzu (Desert Punk) - Chihiro Suzuki
- Kosuna – Chiwa Saito
- Junko Asagiri -  Tomoko Kotani
- Fuyuo Kawaguchi - Jiro Saito
- Akio Kawaguchi - Otoya Kawano
- Haruo Kawaguchi - Yasuhiro Takato
- Amagumo (Rain Spider)  – Norio Wakamoto
- Natsuko Kawaguchi – Yuko Minaguchi

## Lista de episódios
| #  | Título em japonês                                  | Título em inglês                                       | Título em português                                          |
| -- | -------------------------------------------------- | ------------------------------------------------------ | ------------------------------------------------------------ |
| 01 | "Akuma to Boin" (妖怪と、ボイン)                   | "The Demon and The Double D's"                         | "O Demônio e a Peituda"                                      |
| 02 | "Suna to Ame" (砂と、雨)                           | ""Sand and Rain (Rock, Paper, Scissors)"               | "Areia e Chuva (Pedra, Papel, Tesoura)                       |
| 03 | "Sensha to Mashingan" (戦車と、マシンガン)         | "Tank and Machine Gun (Fire Dragon Kong)"              | "Tanque e Arma (Kong, Dragrão de Fogo)"                      |
| 04 | "Sogeki to Ashioto" (狙撃と、足音)                 | "Sniping and Footsteps (An Ace in the Sand"            | "Atirador e Pegadas (Um Ás na Areia)"                        |
| 05 | "Ido to Wana" (井戸と、罠)                         | "Water Well and Trap (The Price of Water"              | Boa Água e Armadilha (O Preço da Água)                       |
| 06 | "Roketto to Hourou" (ロケットと、放浪)             | "Rocket and Wandering (Wandering Lust"                 | "Foguete e Passeio (Devaneio da Luxúria)                     |
| 07 | "Shishō to Deshi" (師匠と、弟子)                   | "Master and Disciple (Age Before Beauty)"              | "Mestre e Aluna (Beleza Antes da Idade"                      |
| 08 | "Inuonna to Iwa" (犬女と、岩)                      | "The dog-girl and rock (A Dog in Heat)"                | "A Mulher-Cachorro e a Pedra (Um Cão em Brasa"               |
| 09 | "Jinsei to Gēmu" (人生と、ゲーム)                  | "Life and game (All That Glitters)"                    | "Vida e Jogo ( Tudo que Brilha)"                             |
| 10 | "Banjin to Takara sagashi hito" (番人と、宝探し人) | "Keeper and treasure-seeker (A Little Bit of Wisdom)"  | "Guardião e Caçador de Tesouros (Um Pouco de Sabedoria)"     |
| 11 | "Tsumi to Batsu" (罪と、罰)                        | "Sin and punishment (Compromising Positions)"          | "Pecado e Punição(Comprometimento Posições)"                 |
| 12 | "Shōjo to Kyūshutsu" (少女と、救出)                | "Girl and Rescue (A Change of Heart)"                  | "Menina e Salvamento (Mudança do Coração)"                   |
| 13 | "Risō to Genjitsu" (理想と、現実)                  | "Ideals and reality (Opposites Collide)"               | "Ideais e realidade (Opostos Colidem)"                       |
| 14 | "Kosa to Furuōto" (小砂と、フルオート)             | "Fine sand and Full Auto (Kosuna - Fully Automatic)"   | "De areia fina e Full Auto (Kosuna - Totalmente automático)" |
| 15 | "Kyōdai to Osanajimi" (兄弟と、幼なじみ)           | "Sibling and Childhood friend (The Girl Next Door)"    | "Irmão e amigo de infância (A garota do bairro)"             |
| 16 | "Karē to Raisu" (カレーと、ライス)                 | "Curry and Rice"                                       | "Curry e Arroz"                                              |
| 17 | "Junko to Tsuisekisha" (純子と、追跡者)            | "Junko and pursuer (Perv in Pursuit)"                  | "Junko o perseguidor (Perversão na perseguição)"             |
| 18 | "Zasetsu to Zetsubō" (挫折と、絶望)                | "Discouragement and Despair (Too Close For Comfort)"   | "Desânimo e Desespero (Fechado demais para conforto)"        |
| 19 | "Ue to Shita" (上と、下)                           | "Up and Down (Scratching the Surface)"                 | "Altos e Baixos (Arranhando a Superfície)"                   |
| 20 | "Ura to Ben" (裏と、便)                            | "Reverse and Convenience (A Raw Deal)"                 | "Reversão e Conveniência (Uma Injustiça)"                    |
| 21 | "Shishō to Desihi partⅡ" (師匠と、弟子partⅡ)       | "Master and Disciple part 2 (Successor of the Desert)" | "Mestre e Aluna parte 2 (Sucessor de Desert)                 |
| 22 | "Ame to Umi" (雨と、海)                            | "Rain and Sea (Hidden Agendas)"                        | "Chuva e Mar (Planos Escondidos)"                            |
| 23 | "Giwaku to Yabō" (疑惑と、野望)                    | "Suspicion and Ambition (Voices in the Wind)"          | "Desconfiança e Ambição (Vozes No Vento)"                    |
| 24 | "Taiko to Kanta" (太湖と、灌太)                    | "Taiko and Kanta (The Demon Revealed)"                 | "Taiko e Kanta(O Demônio Revelado)"                          |

## Trilha Sonora

### Abertura
1. Sand Mission - Hideaki Takatori (episódios 1 ao 11)
2. DESTINY OF THE DESERT - YUKA (episódios 12 ao 24)

### Encerramento
1. Sunabouzu Ekaki Uta (How to Draw Sunabouzu) Hideaki Takatori (episódios 1 ao 12)
2. Shinkirou (Mirage) - YUKA (episódios 12 ao 24)

## Exibição no Brasil
No Brasil o anime foi exibido pela MTV, entre os dias 9 de outubro a 29 de novembro de 2007. A MTV decidiu manter o áudio original em japonês e colocar legendas em português. Vale ressaltar que é o um dos poucos animes a ser exibido na emissora desde que entrou no ar em outubro de 1990.
Durante seu período na MTV Brasil o anime foi exibido de terças à quinta-feiras, com reprises ao sábados. A emissora reprisava os três episódios semanais entre 23h30 do sábado até 1h da madrugada de domingo. Também havia a Maratona Desert Punk, das 18h até às 19h30, todos os domingos. Os horários citados estão no horário de Brasília.